# Oliver Tambo
Oliver Reginald Tambo (ur. 27 października 1917 w Nkantolo w gminie Mbizana, zm. 24 kwietnia 1993 w Johannesburgu) – południowoafrykański nauczyciel, działacz ruchu przeciw apartheidowi.

## Życiorys
Należał do plemienia Xhosa. W 1941, już po uzyskaniu bakalaureatu w University College of Fort Hare, razem z kilkoma innymi osobami, w tym Nelsonem Mandelą, został usunięty z uczelni za czynny udział w strajku studenckim. W 1942 powrócił do St Peters College, swojej szkoły średniej, tym razem jako nauczyciel fizyki i matematyki. Razem z Mandelą i Walterem Sisulu był założycielem ANC Youth League (Liga Młodzieży ANC) w 1944. Został jej pierwszym naczelnym sekretarzem, a od 1948 był członkiem jej zarządu na szczeblu państwowym. W 1955 został mianowany sekretarzem generalnym Afrykańskiego Kongresu Narodowego (ANC), po tym jak prawa publiczne Waltera Sisulu zostały ograniczone przez rząd rasistowski. W 1956 zaręczył się z Adelaide Frances Tsukudu, pielęgniarką pracującą w szpitalu Baragwanath, obecnie znanym jako Baragwanath Chris Hani Hospital. Ślub zaplanowano na grudzień 1956, jednak z powodu aresztowania Olivera niewiele brakowało, a data musiałaby zostać zmieniona. Po wpłaceniu kaucji, Tambo został uwolniony i zaślubiny mogły się odbyć. Później Adelaide Tambo została jedynym żywicielem rodziny, musiała pracować na dwie zmiany, żeby zarobić na utrzymanie dzieci o imionach: Thembi, Dan i Tselane. W 1958 Tambo wybrany został zastępcą przewodniczącego ANC, a w 1959 zawieszono jego prawa publiczne na pięć lat – z tego powodu wysłany został przez ANC za granicę w celu organizowania międzynarodowej koalicji do walki przeciwko apartheidowi. Uczestniczył w powołaniu South African United Front, który przyczynił się do usunięcia RPA z Commonwealthu w 1961.
W 1967, po śmierci Alberta Luthuliego, został p.o. przewodniczącego ANC. Oficjalnie objął to stanowisko w 1969 po konferencji partii w Morogoro. W 1985 ponownie został wybrany na przewodniczącego ANC. Kontynuował swoją misję i stał się symbolem walki z rasizmem. W 1989 uległ udarowi mózgu i musiał poddać się intensywnej terapii. W grudniu 1990 powrócił do RPA po 30. latach spędzonych na wygnaniu w Zambii. Na pierwszym zjeździe ANC w RPA w lipcu 1991 został uznany za bohatera narodowego, który pomimo wielu trudności zjednoczył organizację i doprowadził ją do zwycięstwa. Nelson Mandela został wybrany przewodniczącym ANC, natomiast Oliver Tambo stał się „przewodniczącym narodowym” partii. Zmarł 24 kwietnia 1993 wskutek komplikacji po kolejnym udarze mózgu. 
W 2012 prezydent RPA nadał mu pośmiertnie Platynowy Order Mapungubwe.

## Pamięć
- W 2002 na jego cześć został ustanowiony w RPA Order Towarzyszy O. R. Tambo.
- W 2005 partia ANC wyszła z inicjatywą zmiany nazwy lotniska „Johannesburg International Airport” na „O. R. Tambo International Airport”. Propozycja została zaakceptowana i lotnisko oficjalnie zmieniło nazwę podczas uroczystości zorganizowanej 27 października 2006.